# Eric Close
Eric Randolph Close (Staten Island, 24 mei 1967) is een Amerikaans acteur.
Close behaalde in 1989 zijn BA in Communicatie aan de University of Southern California. Hij speelde op de middelbare school al vaker in toneelstukken, maar richtte zich pas na zijn studie op het acteren. Zijn eerste rol was in een theaterproductie in Los Angeles, waarna hij een rol kreeg aangeboden in de film American Me (1992). Hij speelde sindsdien diverse rollen in films en televisieseries, waaronder de rollen van FBI-agent Martin Fitzgerald in Without a Trace (2002-2009), Travis Tanner in Suits (2011-2015) en Teddy Conrad in Nashville (2012-2018).